# Seven Tons For Free
Albums de Pita
— Get Out
(1999)
Seven Tons For Free est le premier album solo du musicien anglais de musique électronique Peter Rehberg, publié sous son nom de scène Pita. Ce disque fait suite au EP 12" Fridge Trax, qui était une collaboration de Pita et General Magic.
D'une durée très courte (un peu plus de 30 minutes), cet album, composé de sept pistes, présente un son dénué des rythmiques, mélodies et ambiances généralement présentes en musique techno ou ambient.
La pochette de l'album est l'œuvre de Tina Frank, qui créera les visuels pour une grande partie des publications du label Mego durant les années suivantes.

## Réception critique
En 1999, Seven Tons For Free se voit décerner le prix Prix Ars Electronica (catégorie Digital Musics). Atsushi Sasaki, membre du jury, décrit l'album comme "une œuvre monumentale qui influencera la direction prise par Mego", et le compare aux albums Vakio de Pan Sonic et +/- de Ryoji Ikeda.
Plus de 20 ans après sa sortie, Oliver Lamm décrit l'album comme "chef d’œuvre de musique industrielle nocturne et introspective"

## Pistes

### CD
| 1.    | i                  | 1:02  |
| 2.    | ~ /                | 6:29  |
| 3.    | ii                 | 1:02  |
| 4.    | Boiler             | 5:34  |
| 5.    | iii                | 1:02  |
| 6.    | Fehler             | 1:35  |
| 7.    | Seven Tons Revised | 14:23 |
| 31:06 |                    |       |